# Nicolò Visconti Venosta
Nicolò Visconti Venosta (Milano, 1752 – Milano, 27 febbraio 1828) è stato un nobile e politico italiano.

## Biografia
Figlio di Francesco Visconti Venosta e di sua moglie, Maria Piazzi, Nicolò nacque a Milano nel 1752 e compì i propri studi a Parabiago con l'intento di intraprendere la carriera ecclesiastica. A 17 anni, entrò infatti nel noviziato dei gesuiti di Genova, ma quando l'ordine venne definitivamente soppresso da papa Clemente XIV nel 1773, Nicolò passò a studiare presso il Collegio dei Nobili di Milano, pur non abbandonando la propria vocazione al sacerdozio. Nel 1776, decise di trasferirsi a Roma ove rimase sino al 1779 per compiere degli studi di teologia. Nel 1783, dopo essere tornato a Milano, conobbe e si innamorò di Francesca Castiglioni, abbandonando i propri propositi e sposandola in quello stesso anno.
Nel contempo si impegnò attivamente nella vita politica della Valtellina da cui provenivano i suoi antenati, luogo ove ricoprì diverse cariche amministrative. Nel 1791 venne nominato quale membro del consiglio di dodici nobili per il Consiglio Generale della Valtellina che de facto sovrintendeva al governo della regione montana. Dal giugno 1791 al giugno 1793 fu membro del Tribunale del Consiglio Generale della Valtellina. Nel maggio 1797, divenne cancelliere del dipartimento del Terziere superiore. Nel 1798, divenne presidente (sindaco) della municipalità di Tirano; in quello stesso anno Napoleone lo incaricò di svolgere l'incarico di agente dei beni nazionali per il Distretto di Tirano, compito nel quale avrebbe dovuto incamerare per conto dello stato i beni appartenuti precedentemente ai canonicati, alle confraternite ed ai benefici ecclesiastici ora soppressi dal governo rivoluzionario.
Dal 1800 al 1804, fu giudice del Tribunale d'Appello del Dipartimento dell'Adda e dell'Oglio. Dal 1802 al 1805 membro del Consiglio del Dipartimento del Lario. Nel 1805 venne inviato a Milano come rappresentante della Valtellina in occasione della cerimonia per l'apertura di una nuova strada commerciale che dalla Valtellina portava al Tirolo.
Dal 1809 al 1811 e nuovamente dal 1813 al 1814, fu ancora una volta membro del consiglio del Dipartimento dell'Adda. Dal 1804 al 1808, fu consigliere a Tirano e dal 1808 al 1814 venne ancora una volta prescelto come sindaco di Tirano. Dal 1816 al 1819, fu consigliere della provincia di Sondrio. Nel 1823 decise di seguire il figlio primogenito Francesco, il quale si era trasferito definitivamente con la sua famiglia a Milano, dove morì il 27 febbraio del 1828.

## Albero genealogico
|                            |   |                       | Genitori |  |  | Nonni |  |  | Bisnonni                   |  |  | Trisnonni              |  |
|                            |   |                       |          |  |  |       |  |  | Francesco Visconti Venosta |  |  | Carlo Visconti Venosta |  |
|                            |   |                       |          |  |  |       |  |  | Francesco Visconti Venosta |  |  | Carlo Visconti Venosta |  |
|                            |   | Caterina Lambertenghi |          |  |  |       |  |  | Francesco Visconti Venosta |  |  |                        |  |
| Nicolò Visconti Venosta    |   |                       |          |  |  |       |  |  | Francesco Visconti Venosta |  |  |                        |  |
|                            |   | Maria Merizzi         | …        |  |  |       |  |  |                            |  |  |                        |  |
|                            |   | Maria Merizzi         | …        |  |  |       |  |  |                            |  |  |                        |  |
|                            |   | Maria Merizzi         | …        |  |  |       |  |  |                            |  |  |                        |  |
| Francesco Visconti Venosta |   | Maria Merizzi         |          |  |  |       |  |  |                            |  |  |                        |  |
|                            |   | …                     | …        |  |  |       |  |  |                            |  |  |                        |  |
|                            |   | …                     | …        |  |  |       |  |  |                            |  |  |                        |  |
|                            |   | …                     | …        |  |  |       |  |  |                            |  |  |                        |  |
| Anna Stoppani              |   | …                     |          |  |  |       |  |  |                            |  |  |                        |  |
|                            |   | …                     | …        |  |  |       |  |  |                            |  |  |                        |  |
|                            |   | …                     | …        |  |  |       |  |  |                            |  |  |                        |  |
|                            |   | …                     | …        |  |  |       |  |  |                            |  |  |                        |  |
| Nicolò Visconti Venosta    |   | …                     |          |  |  |       |  |  |                            |  |  |                        |  |
|                            | … | …                     |          |  |  |       |  |  |                            |  |  |                        |  |
|                            | … | …                     |          |  |  |       |  |  |                            |  |  |                        |  |
|                            | … | …                     |          |  |  |       |  |  |                            |  |  |                        |  |
| …                          | … |                       |          |  |  |       |  |  |                            |  |  |                        |  |
|                            |   | …                     | …        |  |  |       |  |  |                            |  |  |                        |  |
|                            |   | …                     | …        |  |  |       |  |  |                            |  |  |                        |  |
|                            |   | …                     | …        |  |  |       |  |  |                            |  |  |                        |  |
| Maria Piazzi               |   | …                     |          |  |  |       |  |  |                            |  |  |                        |  |
|                            |   | …                     | …        |  |  |       |  |  |                            |  |  |                        |  |
|                            |   | …                     | …        |  |  |       |  |  |                            |  |  |                        |  |
|                            |   | …                     | …        |  |  |       |  |  |                            |  |  |                        |  |
| …                          |   | …                     |          |  |  |       |  |  |                            |  |  |                        |  |
|                            |   | …                     | …        |  |  |       |  |  |                            |  |  |                        |  |
|                            |   | …                     | …        |  |  |       |  |  |                            |  |  |                        |  |
|                            |   | …                     | …        |  |  |       |  |  |                            |  |  |                        |  |
|                            |   | …                     |          |  |  |       |  |  |                            |  |  |                        |  |